# Salvatore Cicu
Salvatore Cicu (né le 3 septembre 1957 à Palerme) est un homme politique et un avocat italien, de Forza Italia.

## Biographie
Né à Palerme, sa mère est sicilienne et son père est sarde. Il est avocat à Cagliari.
De 1994 à 2014, il a été député italien élu en Sardaigne (XII, XIII, XIV, XV et XVI législatures) et le 25 mai 2014, il est élu député européen dans la circonscription Italie insulaire.
Il a été secrétaire d'État à la Défense du 11 juin 2001 au 17 mai 2006 (gouvernement Berlusconi) et secrétaire d'État au Trésor du 10 mai 1994 au 17 janvier 1995, avec le même président du conseil.
Le 25 mai 2014 il est élu député européen d'Italie de la 8e législature .